# Erminia von Olfers-Batocki

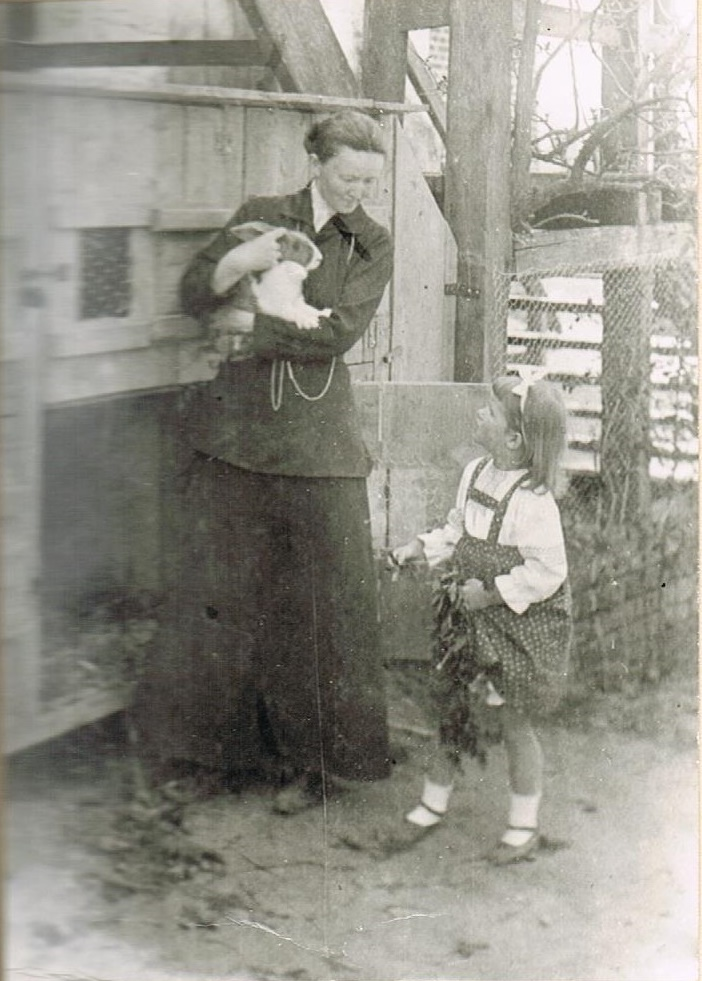
Erminia v. Olfers-Batocki mit Töchterchen Hedwig auf Tharau (1916)

Paula Anna Irene Erminia von Olfers-Batocki (* 29. Juni 1876 in Rathshof bei Königsberg i. Pr.; † 14. Dezember 1954 in Bad Harzburg) war eine deutsche Gutsherrin und Schriftstellerin. Bekannt war sie als ostpreußische Mundartdichterin und Hörspielautorin.

## Leben
Erminia Tortilovitz von Batocki war die Tochter des Gutsbesitzers Rudolf Tortilovitz von Batocki (1845–1900), Herr auf Gut Tharau (Kreis Preußisch Eylau), und der Pauline von Gramatzki (1848–1914), Erbin von Tharau. Erminia verbrachte ihre Kindheit im Luisenhaus auf den Hufen (Königsberg). Schon als junges Mädchen auf dem mütterlichen Gut Tharau begann sie zu schreiben.
Am 24. Mai 1912 heiratete sie auf Gut Tharau den späteren Finanzpräsidenten Johannes (Hans) von Olfers (* 16. Februar 1878 auf Gut Metgethen; † 28. Januar 1945 auf Gut Tharau beim Einmarsch der Russen), mit dem sie in Königsberg lebte. Dort leitete sie die Lokalredaktion der Ostpreußischen Hausfrau. Später zog sie wieder nach Tharau. Dortiger Besitzer war ihr Bruder Manfred Tortilowicz von Batocki, Rittmeister d. R. a. D. Die Familie ließ das 1.088 ha große Gut durch den Verwalter Hr. Dyck leiten. Zum Gutsareal Tharau gehörten das Vorwerk Augustenhof, Braxeinshof, Luisenhof und Waldhaus Gröbensbruch.
Erminia und Hans hatten eine Tochter, Hedwig, geboren 1913 in Thorn, verstorben 1987 in München, Erbin von Gut Tharau, verheiratet mit dem Schriftleiter Erich Lölhöffel von Löwensprung (1894–1971), Dr. rer. pol., vormals Major.
Sie schrieb Gedichte in natangischem Platt und verfasste Märchen, Laienspiele und ländliche Geschichten. Mit Agnes Miegel verstand sie sich gut. Am bekanntesten wurde ihr großes Selbstzeugnis Das Taubenhaus. Die Familiengeschichte spielt von 1762 bis 1862 in Königsberg. Darin beschreibt sie auch das Fest, das die Pappenheimer, Lithauer und Masuren 1832 auf dem Galtgarben feierten. Einige Romanfiguren waren tatsächlich Pappenheimer. Wie genau sie unterrichtet war, zeigt sich auch an der Erwähnung der „Drengfurtia“. Ihr literarisches Werk ging größtenteils auf der Flucht und Vertreibung Deutscher aus Mittel- und Osteuropa 1945 bis 1950 verloren. Die Ostpreußischen Dorfgeschichten weisen sie als naturverbundene und sprachbegabte Schriftstellerin aus.
Über ihre Flucht schrieb sie ein Tagebuch. Als Erminia von Olfers-Batocki mit 78 Jahren gestorben war, setzte ihre Tochter Hedwig von Lölhöffel (1913–1986) ihr Werk fort. Das Taubenhaus erschien in 2. Auflage 1986 in Würzburg.

## Siehe auch

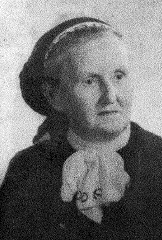
Erminia in ihrem letzten Lebensjahr